# Terrier

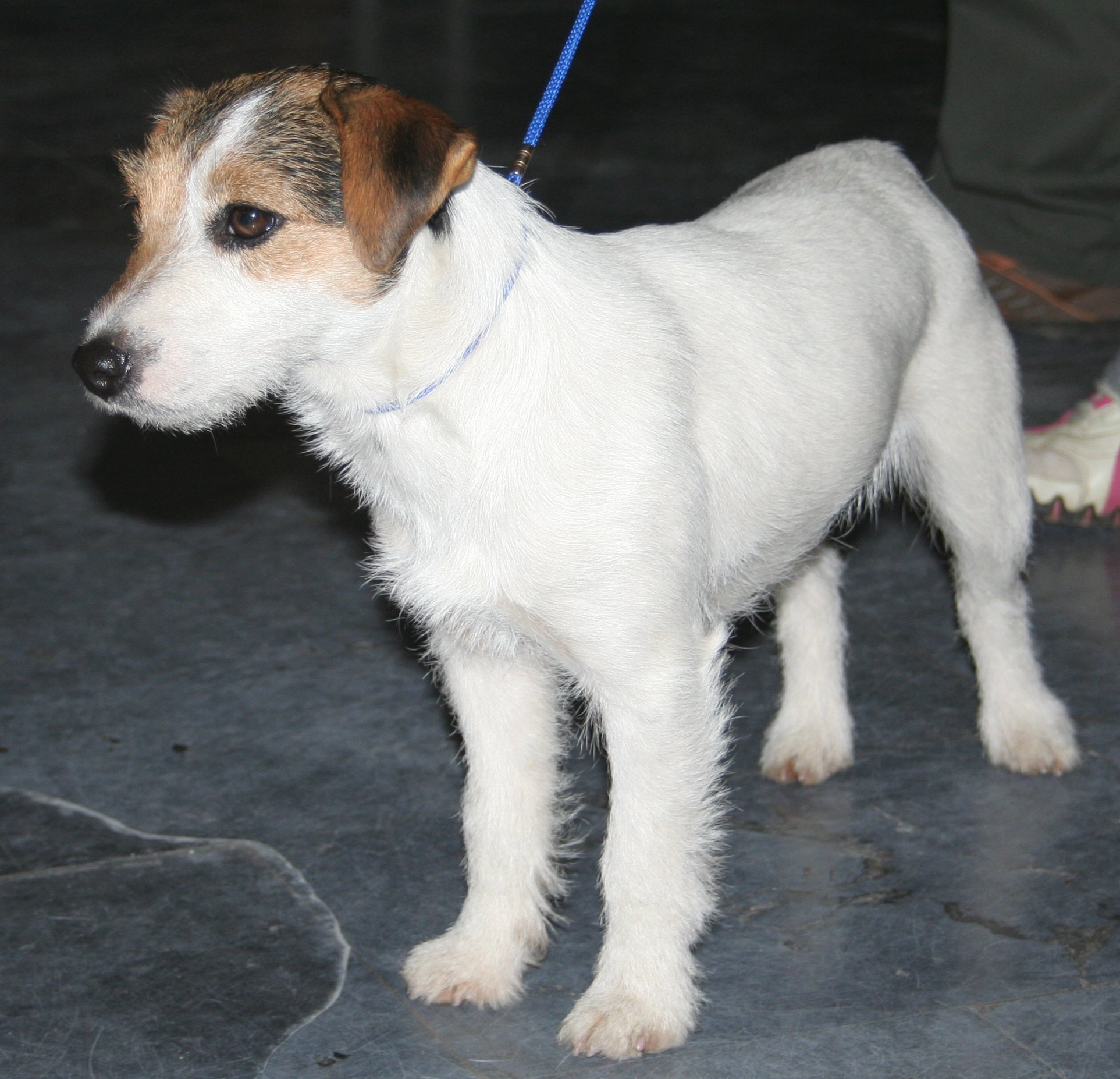
Jack russell terrier.

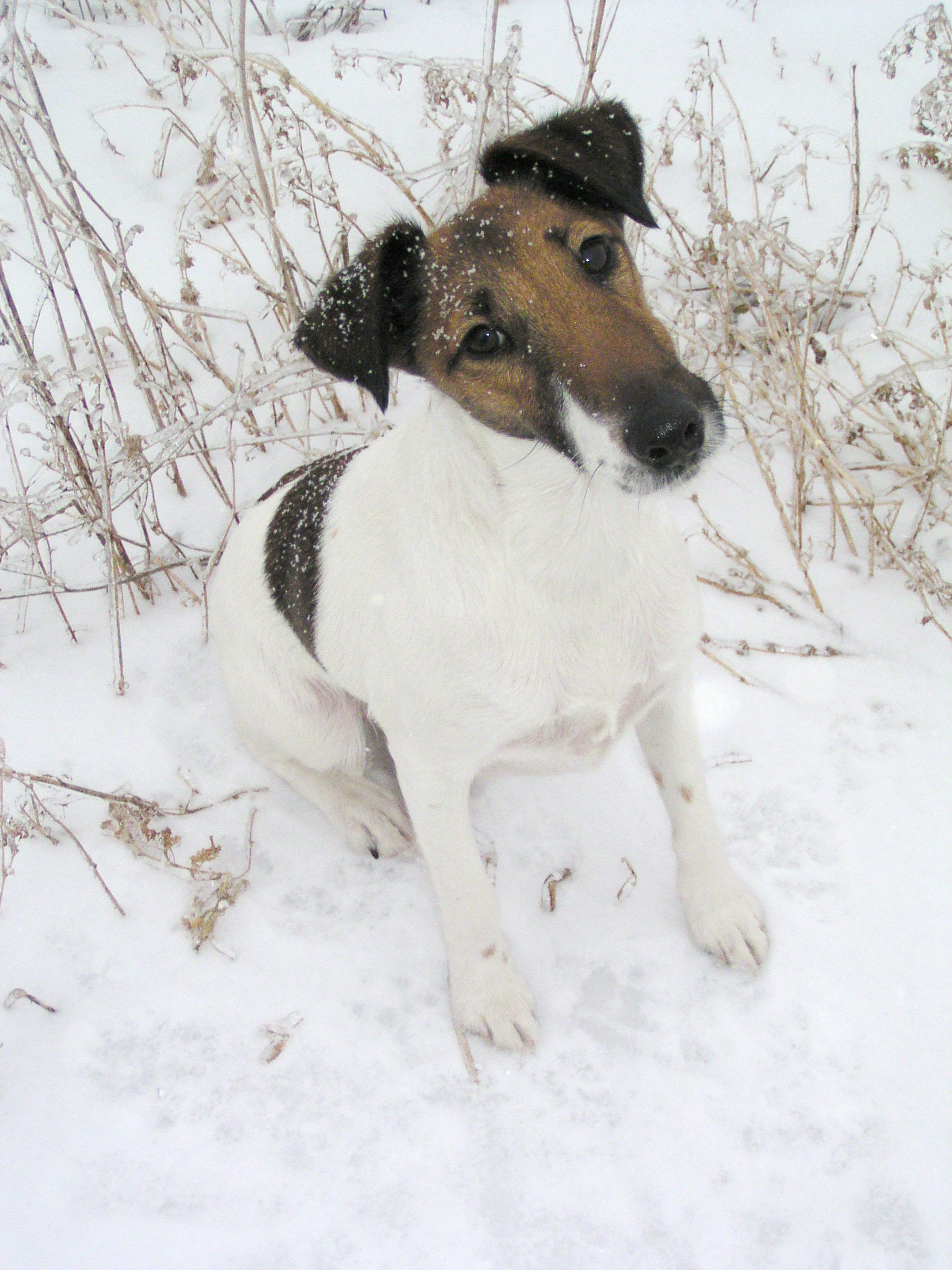
Släthårig foxterrier.

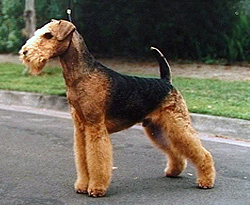
Airedaleterrier.

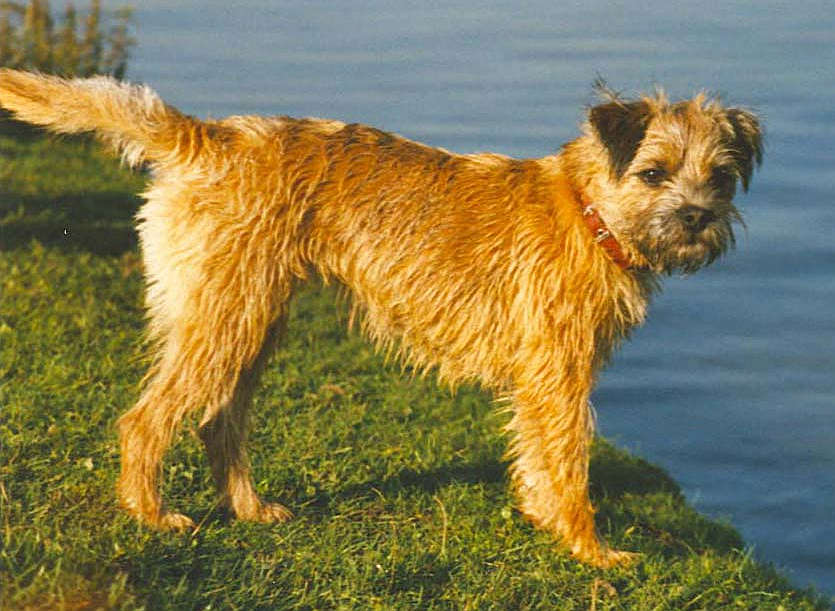
Borderterrier.

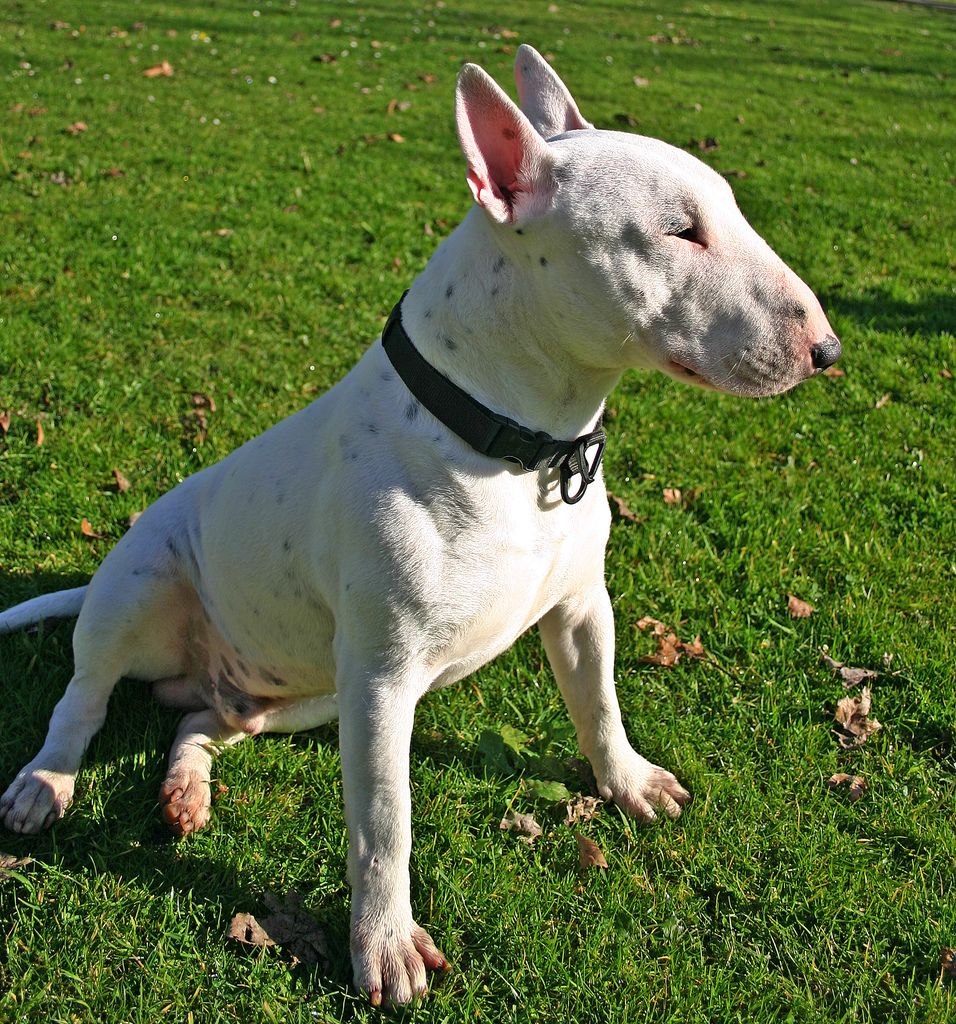
Bullterrier.

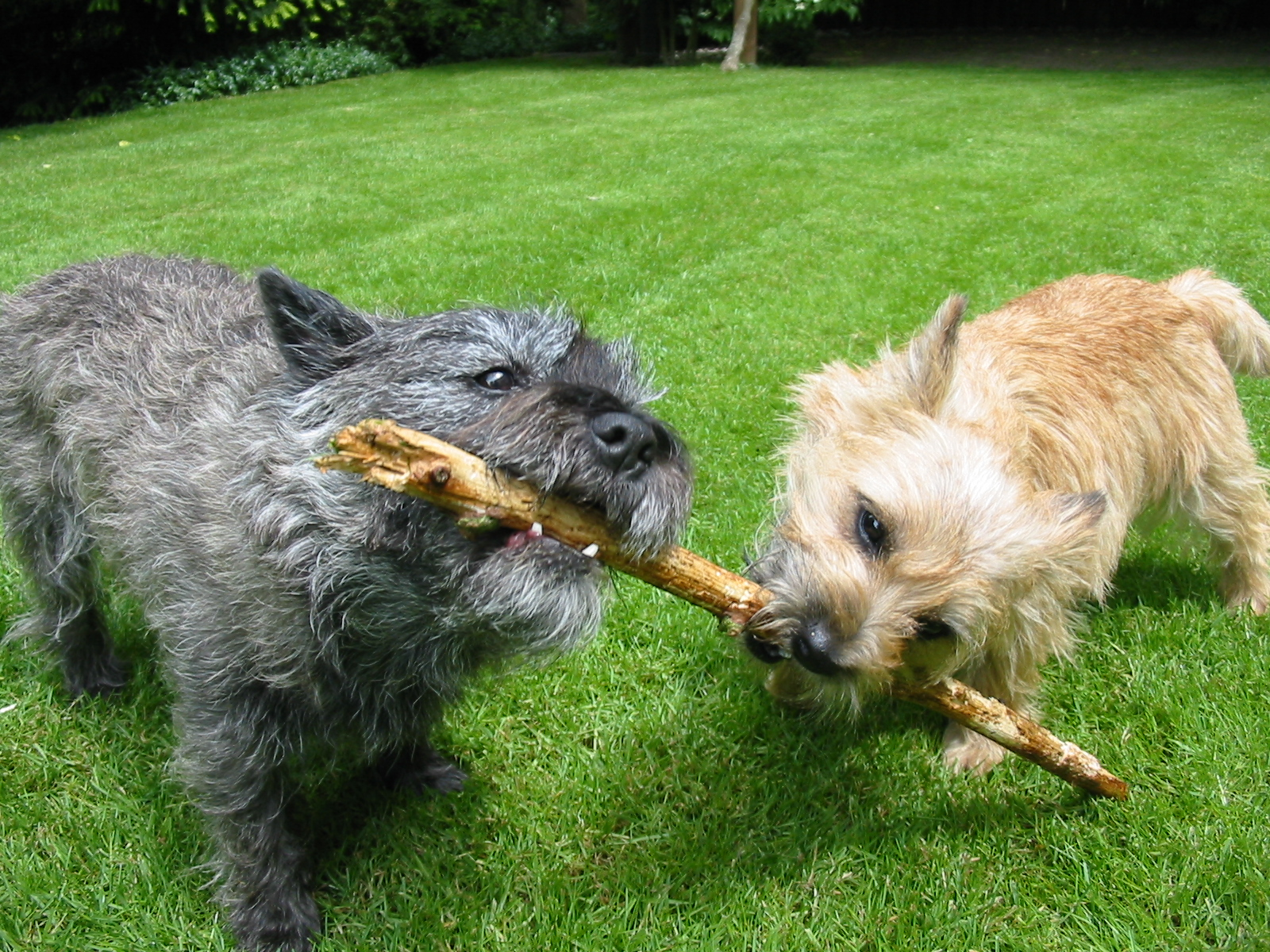
Cairnterrier.

Terrier är en grupp hundraser med ursprung i Storbritannien, som ursprungligen framavlades för att jaga och döda mindre bytesdjur, som rävar, råttor och grävlingar. Namnet härstammar från det franska ordet terrier, som har sitt ursprung i latinents terra, som betyder 'jord'. 
Denna ursprungliga typ av terrier avsedd för jakt – så kallade working terriers – har genom avel utmynnat i nya varianter, och numera finns raser lämpliga både som sällskapshundar (toy terriers på engelska) och mer kraftfulla hundar som till exempel bullterrier och miniatyrbullterrier. De båda sistnämnda raserna har tagits fram genom inkorsning med engelsk bulldogg, som inte är en terrier.
Hunden Milou i seriealbumen om Tintin är en helvit strävhårig foxterrier.

## Terrierraser i urval

### Working terriers
- Borderterrier
- Cairnterrier
- Foxterrier, se släthårig foxterrier och strävhårig foxterrier
- Irish softcoated wheaten terrier
- Jack russell terrier
- Parson russell terrier
- Tysk jaktterrier
- Patterdale Terrier

### Sällskapshundar
- Australisk terrier
- Ceskyterrier
- Dandie dinmont terrier
- English toy terrier
- Irish glen of imaal terrier
- Norfolkterrier
- Norwichterrier
- Silkyterrier
- Skotsk terrier
- Skyeterrier
- West highland white terrier
- Yorkshireterrier

### Bullterrierraser
- American staffordshire terrier
- Bullterrier
- Miniatyrbullterrier
- Amerikansk pitbullterrier
- Staffordshire bullterrier

### Övriga
- Airedaleterrier
- Irländsk terrier
- Manchesterterrier
- Terrier brasileiro
- Kerry blue terrier